# Ellipteroides adrastea
Ellipteroides adrastea är en tvåvingeart som beskrevs av Jaroslav Stary och Mendl 1984. Ellipteroides adrastea ingår i släktet Ellipteroides och familjen småharkrankar. Inga underarter finns listade i Catalogue of Life.